# الکساندر سوبکوویچ
الکساندر سوبکوویچ (انگلیسی: Oleksandr Sobkovych؛ زادهٔ ۱۱ فوریهٔ ۱۹۷۶) بازیکن فوتبال اهل اوکراین است.